# Fuscaldo
Fuscaldo è un comune italiano di 7 913 abitanti della provincia di Cosenza in Calabria. È un centro del Medio Tirreno Cosentino con il nucleo originario posto a 350 metri s.l.m. tra le valli dei torrenti Maddalena e Mercaudo, sulle pendici occidentali della Catena Costiera.

## Geografia fisica

### Clima
Classificazione climatica: zona D, 1562 GR/G

## Origini del nome
Il nome del paese deriverebbe dal latino fons calidus, "fonte calda" (in riferimento alle fonti termali presenti in zona) oppure secondo altri deriverebbe dal nome medievale di persona Foscoaldus (equivalente a Fosco + Aldo).

## Storia
L'attuale territorio di Fuscaldo risulta popolato fin da epoche remote. Probabilmente, la collina dove sorge il centro storico, già difesa per natura, funse da punto di riferimento della popolazione fin dalla guerra greco-gotica (535-553). Durante la dominazione longobarda (VI sec - IX sec), il vertice della collina di Fuscaldo, oltre che rifugio sicuro, era ideale per controllare a vista la valle del Vardaro (torrente che scorre a nord di Fuscaldo), una delle principali vie di comunicazione fra la costa e l'entroterra, in uso almeno dall'età romana.
Il territorio di Fuscaldo fu dominio bizantino e sottoposto alle incursioni saracene. Nel 1110,vengono citati per la prima volta Sica e Umfredo di Bohon, rispettivamente moglie e figlio del defunto Roberto, primo signore del luogo di cui si abbia notizia. In seguito, si susseguirono molti feudatari al governo di Fuscaldo, fino a quando, nel 1496, ebbe inizio la dinastia degli Spinelli, che durò, quasi ininterrottamente, fino all'eversione della feudalità, 1806.

## Monumenti e luoghi d'interesse

### Architetture religiose

#### La Chiesa Matrice
Non si ha notizia della sua fondazione; è certo però che essa esisteva già nel 1166, perché il 5 giugno di quell'anno, Riccardo Arcivescovo di Cosenza, ne consacrò l'altare maggiore in onore di S. Giacomo Maggiore Apostolo, collocandovi le reliquie dei S.S. Martiri Stefano papa, Viatore, Senatore e Cassiodoro. Tanto, infatti, attesta la lapide murata nella parete di fronte della navata destra accanto alla porta della sacrestia. È certo anche che la Chiesa fu fondata dall'Università di Fuscaldo, a cui spese fu sempre riparata fino all'anno 1749. La Chiesa ebbe in principio forma gotica e racchiudeva varie cappelle di patronato privato. Di queste però alcune non ebbero mai, per la strettezza del luogo, altare proprio, ecco perché i padroni si limitarono a far dipingere sulle pareti delle navate i Santi titolari, e ad amministrare ed erogare le rendite stabilite per la celebrazione delle messe. Vi sono affreschi e dipinti, che adornano le cappelle, del maestro Genesio Gualtieri da Mormanno, e di G.Battista Santoro. Nel 1984, il maestro falegname Francesco (detto "Ciccio") Trifilio, ne progetta e realizza altare e leggio.

#### Beata Vergine del Soccorso
La chiesetta è sita nella frazione di Pesco. È a due navate una centrale, principale, ed una secondaria. Ricorre il 5 agosto la festa di tale Madre Vergine Patrona della frazione con una processione che si snoda nel tardo pomeriggio lungo tutta la frazione, caratterizzata, dal portare a spalla la statua della Madonna per le vie di Pesco. Grande interesse e fervore suscitano i preparativi di tale Festa che iniziano con la Novena dedicata alla Madonna che si svolge sempre in tale Chiesetta. Sulla facciata esterna della chiesa, che si trova presso la contrada Pesco, c'è una lapide con su inciso: "Santa Maria succurre miseris dalle misere nostre - tu sollevar ci puoi - soccorri i figli tuoi, o Madre di pietà. A spesa e devozione del molto R.do D. Vincenzo Parroco Martini Anno del Signore 1860". Il campanile è posto sulla fiancata sinistra della chiesa e consta di due campane. È immersa nel verde di una ridente campagna, ed è l'unica del luogo.

#### San Giuseppe
La Chiesa è posta in via Garibaldi. Risale probabilmente al 1700 ma precedentemente era adibita a cimitero. L'altare maggiore è dedicato a " Nostra Donna del Suffragio" rappresentata nella tela dal Pascaletti. La chiesa era precedentemente chiamata " Anime del Purgatorio".

#### San Giovanni Nuovo
Oratorio del 1700, abitato dagli Agostiniani. La fabbrica, voluta dal Marchese Spinelli dell'epoca, era stata iniziata per accogliere un convento di monache. È posta in Via Roma, di fronte alla chiesetta privata di S.Sebastiano. La chiesa è a una navata; il campanile è a due campane. Sul lato destro dell'entrata principale della chiesa è collocato un resto di affusto di colonna crociata medievale.

#### Immacolata
La chiesa, a navata unica, posta in via Chiesa Matrice, è impreziosita da un campanile alto circa 35 metri, costruito da scalpellini fuscaldesi, ed è caratterizzato da dodici colonne in tufo scanalato con capitelli corinzi, tre per ogni angolo. Interno, in stile barocco, decorato a stucco, è abbellito da un ciclo di tele mariane realizzate del maestro Giacomo Cestaro. Il quadro posto sull'altare maggiore e raffigurante l'Immacolata, è opera del pittore Giuseppe Pascaletti da Fiumefreddo, che lo realizzò nel 1748. Il sacro edificio fu, probabilmente, edificato dall'Arciconfraternita dell'Immacolata nel 1633, mentre agli inizi del Settecento fu sottoposto ad un intervento radicale dell'architetto Roglianese Nicolò Ricciullo. Il campanile fu, però, costruito successivamente.

#### Chiesa di Santa Maria del Rosario (Fuscaldo Marina)
La chiesa si trova ad angolo tra via Maggiore Vaccari e via Tenente Rubens Iannuzzi. La sua inaugurazione risale al 25.11.1907 per opera del Parroco don Paolo Vairo. Il suo nome è stato cambiato precedentemente era "Regina e Sacratissimi Rosarii", per opera del parroco Don Franco Castagnaro. Nella chiesa sono visibili due opere del pittore Antonio Berté, una pala d'altare realizzata nel 1973, ora posta a destra della navata, e un grande dipinto, L'Ultima Cena realizzata nel 1981 e esposta in tutta Italia con il ciclo della "Morte di Pietra" tra cui Palazzo Reale di Caserta e a Palermo al Teatro Massimo, giunta nel 1983 e posto a sinistra della navata.
Inoltre, una bellissima Via Crucis, a basso rilievo, donata alla chiesa dallo Storico dell'Arte Mibac Francesco Samà, adorna le pareti del sacro edificio, opera dello scultore romano Alberto Ricci, che la realizzò nel 1980.

#### Santa Lucia (San Pietro)
La chiesetta è privata, eredi Jannuzzi Poci Giuseppe; vi è una lapide sull'altare. Antonio Poci nel 1890 incominciò la restaurazione di questo pio luogo. La vedova Rosa Giunti nel 1893 compì l'opera restauratrice".La chiesa è a una navata.

#### San Michele Arcangelo (Cariglio)
Precedentemente il nome della chiesa era San Giovanni Evangelista, posta nella piazza di Cariglio. È stata fondata nel 1735. Nel 1952 prende il nome attuale con un decreto presidenziale, rifondata ad ente parrocchiale nel 1986. È a due navate ed ha un campanile con due campane.
Nel 1982 è stata donata all'ente parrocchiale da Alfonso, Nicola e Luigi Vaccari.

#### Santa Maria della Stella (Scarcelli)
Si trova sulla strada per Paola e fu edificata per mezzo delle elemosine di alcuni fedeli. È situata nella piazza di Scarcelli; ha tre navate, con campanile sulla fiancata destra accessibile dal di dentro della chiesa. Vi è custodito un quadro rappresentante la Madonna della Stella di Genesio Gualtieri di Mormanno. Le statue, poste sulla facciata della chiesa, sono opera di scalpellini fuscaldesi.

## Società

### Evoluzione demografica
Abitanti censiti

## Amministrazione
Di seguito è presentata una tabella relativa alle amministrazioni che si sono succedute in questo comune.
| Periodo | Primo cittadino      | Partito              | Carica  |
| ------- | -------------------- | -------------------- | ------- |
| 1967    |                      | Democrazia Cristiana |         |
| 1972    |                      | Democrazia Cristiana |         |
| 1978    |                      | Democrazia Cristiana |         |
| 1983    |                      | Democrazia Cristiana |         |
| 1988    | Ciofi Nicola         | Democrazia Cristiana | Sindaco |
| 1993    | Giambattista De Seta | -                    | Sindaco |
| 1997    | Davide Gravina       | -                    | Sindaco |
| 2001    | Giambattista De Seta | -                    | Sindaco |
| 2006    | Davide Gravina       | -                    | Sindaco |
| 2011    | Gianfranco Ramundo   | -                    | Sindaco |
| 2016    | Gianfranco Ramundo   | -                    | Sindaco |
| 2021    | Giacomo Middea       | -                    | Sindaco |

### Gemellaggi
- Pero[4]

## Sport
L'U.S. Fuscaldo è documentata in un'immagine del 1932, quando il 5 agosto di quell'anno sconfisse il Cetraro per 5-0. Attualmente, la squadra di calcio principale della città è la A.S.D. Fuscaldo Calcio 1973, che nel 2022-2023 militerà nel Campionato di Prima Categoria. Esiste inoltre una squadra di pallavolo maschile e femminile denominata "New Volley Fuscaldo", che milita in prima categoria con entrambe le formazioni, disputando le partite casalinghe nella palestra della scuola media in Scarcelli.